# Barcolana 37
Il 9 ottobre 2005 si è svolta la 37.ma edizione della Barcolana, preceduta da diversi eventi nautici e non:
- la Young Barcolana (1-2 ottobre), regata internazionale Optimist, piccole barche dedicate ai giovani dagli otto ai quindici anni.
- Regata dei Maxi (3-4 ottobre), che sostituisce il Super Open, per una sfida inedita con imbarcazioni di grandi dimensioni, oltre i sessanta piedi.
- Fincantieri Cup (5-8 ottobre) regata che si disputa a bordo di dieci imbarcazioni monotipo, i Solaris 36OD, dove è l'equipaggio a fare la differenza.
- Barcolana Sailing Show (6-9 ottobre) fiera a cielo aperto dedicata al settore della nautica da diporto e dello sport in generale per le Rive di Trieste
- Gran Premio Barcolana (8 ottobre) regata notturna, che si svolge nelle acque antistanti piazza Unità. Potenti riflettori illuminano il campo di regata mentre le barche coinvolte si sfidano con l'obiettivo di compiere più giri possibile nei trenta minuti della gara.

La Barcolana 37 è stata la più veloce della storia, vinta con il tempo record di 58 minuti 20 secondi dal super maxi Skandia (un 98’ australiano), charterizzato con il nome di "Trieste, Provincia di" timonato da Lorenzo Bressani e con alla tattica Furio Benussi, che ha abbattuto di 16 minuti e 40 secondi il record di percorrenza stabilito dall'imbarcazione Cometa nel 2001. Vittoria tutta triestina alla regata più affollata del mondo, che nonostante il vento a 30 nodi, con raffiche a 35 in partenza, ha visto in mare 1752 imbarcazioni a vela di ogni foggia e dimensione, anche se le più piccole, le passere in legno, sono rimaste in porto per decisione della giuria. Lorenzo Bressani, Furio Benussi e Stefano Spangaro, triestini con svariati titoli a livello internazionale, hanno ottenuto al tempo stesso la vittoria della regata (per Bressani era la quarta vittoria consecutiva: nel 2002 vinse da timoniere, nel 2003 e nel 2004 da tattico) e il record di percorrenza.
La Barcolana 37 ha fatto registrare almeno due eventi degni di nota: il settimo posto assoluto e primo di categoria per il 50 piedi appena varato Calipso, di Civitanova Marche, e il 32.mo posto assoluto per Cattivik, un Ufo di 8 metri e mezzo di lunghezza, con al timone Gabriele Benussi, grande campione della vela triestina che in questa occasione ha scelto di regatare assieme agli amici e puntando alla vittoria di categoria, e non tra le barche favorite.
Per favorire l'aspetto partecipativo della regata, nel 2005 è stato premiato il 37.o arrivato in ogni categoria.

## Organizzatori
- Società organizzatrice: Società Velica di Barcola e Grignano.

Presidente: Gastone Novelli, eletto nel maggio 2005
- Enti sostenitori della manifestazione: Regione Autonoma Friuli-Venezia Giulia, Provincia di Trieste, Comune di Trieste, Autorità Portuale di Trieste, Camera di Commercio di Trieste, Fiera Trieste spa.
- Sponsor: Assicurazioni Generali, Fincantieri, Fondazione CRTrieste, UniCredit, Aeg, Murphy&Nye.